# Gouden bronskoekoek
De gouden bronskoekoek (Chalcites lucidus, synoniem Chrysococcyx lucidus) is een vogel uit de familie Cuculidae (koekoeken).

## Verspreiding en leefgebied
Deze soort komt wijdverspreid voor in het Australaziatisch gebied en telt vier ondersoorten:
- C. l. harterti: Rennell en Bellona (zuidelijke Salomonseilanden).
- C. l. layardi: Nieuw-Caledonië, Loyaliteitseilanden, Vanuatu, Bankseilanden en Santa Cruz-eilanden.
- C. l. plagosus: Australië.
- C. l. lucidus: Nieuw-Zeeland en de nabijgelegen eilanden. De Māori-naam is 'Pīpīwharauroa'.